# Le Rhône 9C
Le Rhône 9C,  un motor rotativo de aviación de nueve cilindros producido en Francia por la Société des Moteurs Le Rhône / Gnome et Rhône. También conocido como Le Rhône de 80 hp en referencia a su potencia nominal, el motor ligero y robusto se instaló en varios tipos de aviones militares utilizados durante la Primera Guerra Mundial tanto por los Aliados como por las Potencias Centrales.
Titular de una licencia de Gnome antes del conflicto, el fabricante de motores alemán Motorenfabrik Oberursel fabricó el Le Rhône durante las hostilidades. También se construyeron con licencia en el Reino Unido, los Estados Unidos. y Suecia; la versión sueca construida por AB Thulinverken fue designada Thulin A. 

## Operación
En la mayoría de los aspectos, los motores Le Rhône eran motores rotativos típicos, en los que el Cigüeñal permanecía estacionario en funcionamiento, con todo el Cárter y sus cilindros adjuntos girando a su alrededor como una unidad.
Los tubos de inducción de cobre tenían sus extremos de cárter ubicados en diferentes lugares en las versiones de 80 y 110 hp (57 y 82 kW); las versiones de 80 hp (Le Rhône 9C) los tenían ingresando al cárter en una ubicación delante de la línea central vertical de cada cilindro, mientras que, en la versión de 110 hp - Le Rhône 9J - estaban ubicados detrás de la línea central del cilindro. Esto dio como resultado que las tuberías de admisión de la versión de 80 hp fueran "totalmente visibles" desde el frente, mientras que la versión de 110 hp  los extremos inferiores de sus tubos de admisión estaban aparentemente "ocultos" detrás de los cilindros.
En el motor Le Rhône se utilizó un complicado sistema de cojinetes deslizantes. La biela maestra era de tipo partida, lo que permitía el montaje de las bielas. También empleó tres ranuras concéntricas, diseñadas para aceptar los cojinetes deslizantes de los otros cilindros. Las otras bielas usaban zapatas de bronce en el extremo interno, que se moldearon para encajar en las ranuras. La varilla maestra estaba numerada como número uno y las zapatas de los números dos, cinco y ocho iban en la ranura exterior, las zapatas tres, seis y nueve en la ranura del medio y cuatro y siete en la ranura interior. Aunque este sistema era complejo, los motores de Le Rhône funcionaban muy bien.
Los motores de Le Rhône utilizaban un sistema de accionamiento de válvulas no convencional con un solo balancín pivotante centralmente que movía la válvula de escape y la válvula de admisión; cuando el brazo se movía hacia abajo, abría la válvula de admisión y hacia arriba, abría la válvula de escape. Para que este sistema funcionara, se instaló una varilla de empuje y tracción de dos vías en lugar de la varilla de empuje unidireccional más convencional. Esta característica requería que los seguidores de leva incorporarán una acción positiva, una función diseñada mediante el uso de una combinación de enlaces y palancas. Este diseño evitó la superposición de válvulas y, por lo tanto, limitó la potencia de salida, sin embargo, como la estructura del motor y los arreglos de enfriamiento no habrían sido adecuados con una potencia de salida más alta, esto no debe considerarse un fallo de diseño importante.

## Producción
Además de la producción de la Société des Moteurs Gnome et Rhône, ya que la Societé de moteurs Gnome había absorbido la Société des moteurs Le Rhône en 1914 y, cuya fusión se hizo efectiva el 2 de enero de 1915, el motor Le Rhône fue producido y comercializado en Alemania bajo licencia a partir de abril de 1913 (Motorenfabrik Oberursel), Austria (Steyr), el Reino Unido (The Daimler Motor Syndicate Ltd.), el Imperio Ruso y Suecia ( AB Enoch Thulins Aeroplanfabrik) como Thulin Typ A. Los motores Le Rhône de 80 hp (60 kW) fueron también fabricados bajo licencia en los Estados Unidos por Union Switch & Signal en Pittsburgh, Pensilvania.
El motor rotativo Oberursel Ur.II de 110 hp (82 kW) fabricado por la firma Motorenfabrik Oberursel utilizado por el Luftstreitkräfte durante la Primera Guerra Mundial, en tan famosos cazas como el triplano Fokker Dr.I , era una copia cercana de su posterior desarrollo, el Le Rhône 9J de 110 hp (82 kW).

## Aplicaciones
- Bristol M.1 Bullet
- Bristol Scout
- Caudron G.3
- Caudron G.4
- Caudron C.27
- Caudron C.43
- Farman HF.20
- Grahame-White Type XV
- Grahame-White Bantam
- Morane-Saulnier G
- Morane-Saulnier H
- Morane-Saulnier L
- Morane-Saulnier N
- Morane-Saulnier P
- Mosca-Bystritsky MBbis
- Nieuport 10
- Nieuport 83
- Nieuport 11
- Nieuport 17
- Nieuport 21
- Nieuport 23

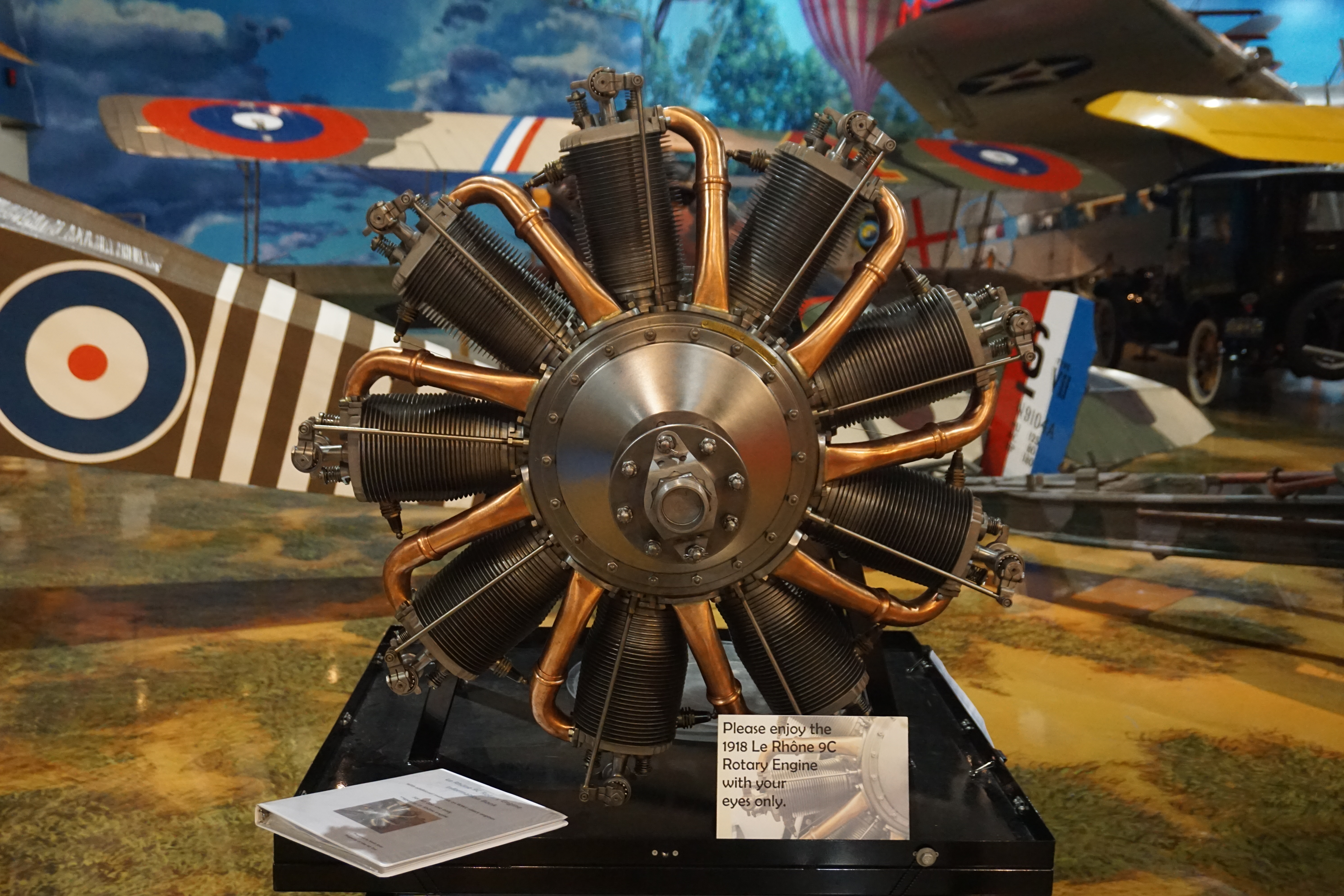
Le Rhône 9C en museo aéreo

- Nieuport 24 (entrenadores avanzados)
- Nieuport 27 (entrenadores)
- Ponnier M.1
- Royal Aircraft Factory F.E.8
- Royal Aircraft Factory S.E.4
- Sopwith Pup
- SPAD S.A
- Thomas-Morse S-4
- Thulin D
- TNCA Serie E
- Vickers F.B.12

## Aún en operación
En varios museos aeronáuticos se pueden ver ejemplares de motores Le Rhône 9C, ya sea instalados en exhibiciones de aviones o independientes. Algunos ejemplares del motor 9C permanecen en condiciones de aeronavegabilidad tanto en Europa como en Norteamérica, Tanto el Sopwith Pup restaurado en condiciones de vuelo de la Shuttleworth Collection, como el Pup del Owls Head Transportation Museum construido en la década de 1960 están propulsados por motores rotativos Le Rhône 9C de 80 hp y vuelan regularmente durante los meses de verano. Un Le Rhone 9C operativo se exhibe en el Museo Nacional de Aeronáutica en Buenos Aires, Argentina.

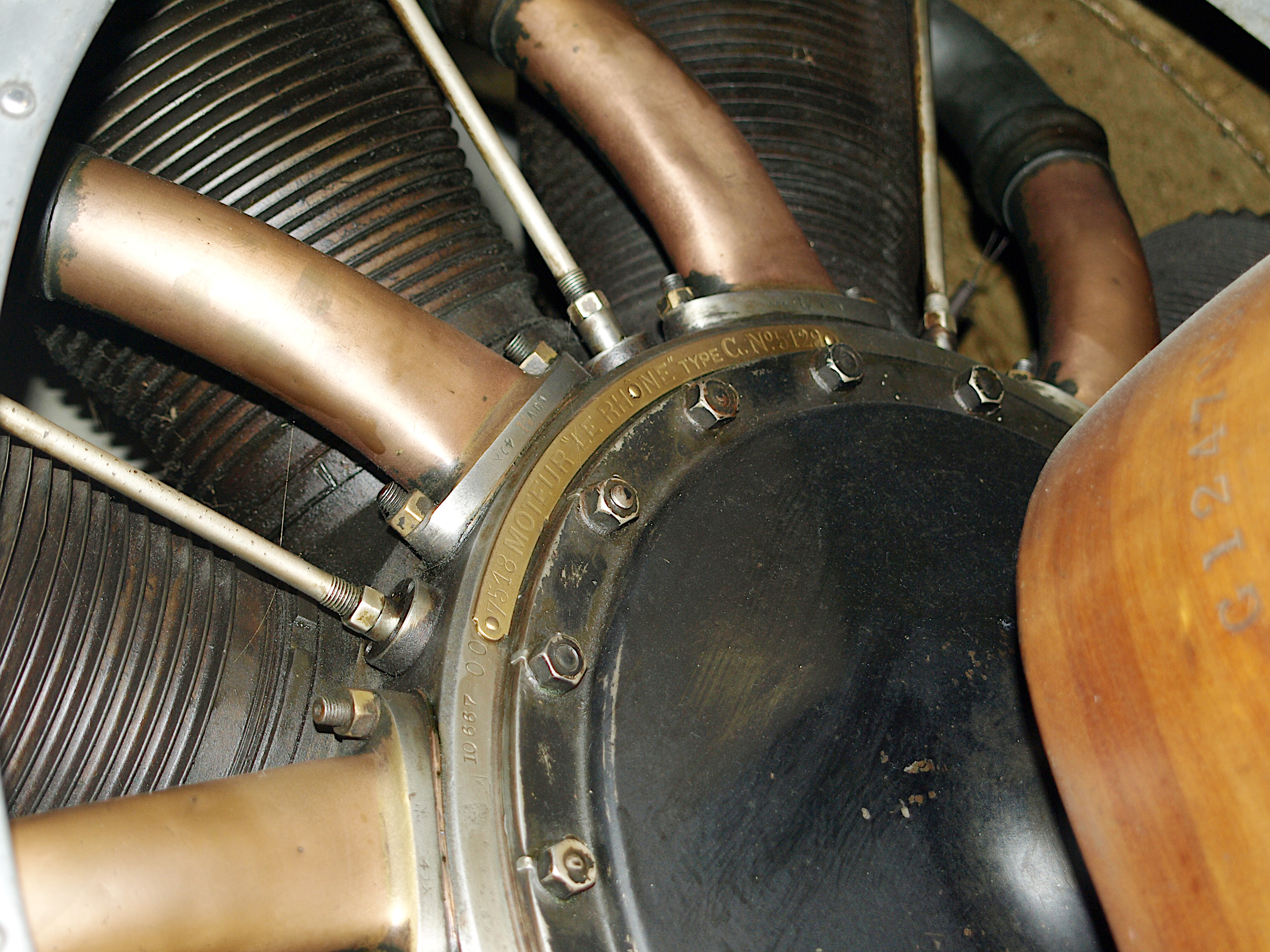
Vista cercana de un Le Rhône 9C mostrando las válvulas de operación, colector de admisión del lado delantero (en contraste con el diseño montado en la parte trasera del Le Rhône 9J) y la placa de datos del fabricante

## Especificaciones técnicas

### Características generales
- Tipo: Motor rotativo de 9 cilindros en estrella
- Diámetro del cilindro: 105 mm
- Carrera: 140 mm
- Cilindrada: 10,89 l
- Diámetro: 94,5 cm
- Peso en seco: 119 kg

### Componentes
- Tren de válvulas: Balancín simple accionado por leva para válvulas de admisión y escape
- Sistema de enfriamiento: Por aire
- Sistema de Aceite: Aceite de ricino

### Rendimiento
- Potencia de salida: 92 hp (68,6 kW) a 1300 rpm (máximo)
- Relación de compresión: 5,1: 1